# 아크로비스타
아크로비스타(영어: Acro Vista)는 대한민국 서울특별시 서초구 서초동에 위치한 아파트이다. 2001년에 착공하여 2004년에 완공한 것이다.
2022년 3월 9일 이 아파트에 거주하는 주민인 윤석열 대통령이 제20대 대통령에 당선되면서 아파트 주민들도 함께 경호를 받게 되었다. 경호는 2022년 8월 말 윤 내외가 한남동 관저로 이사할때까지 이루어졌었다.

## 갤러리

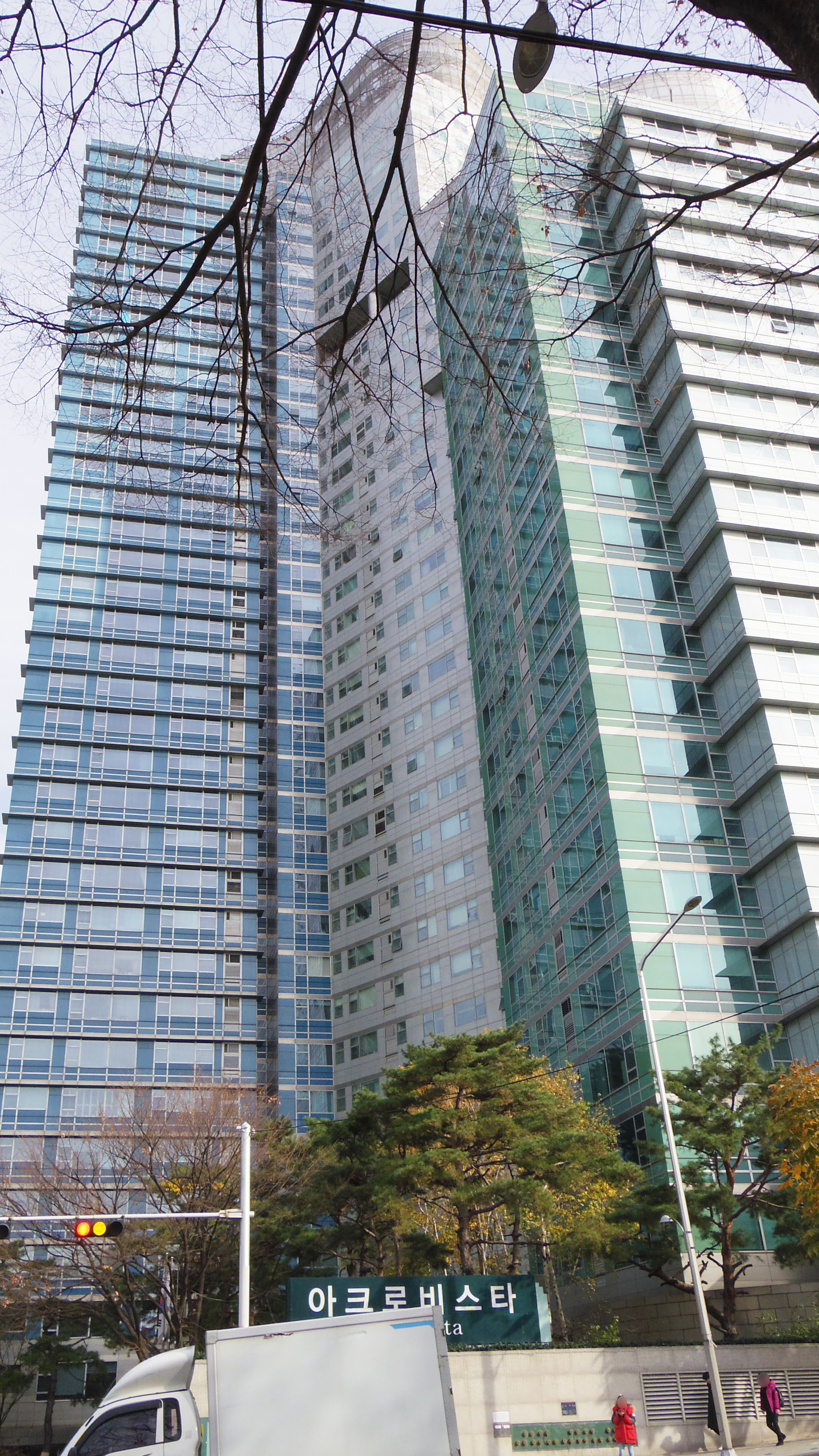
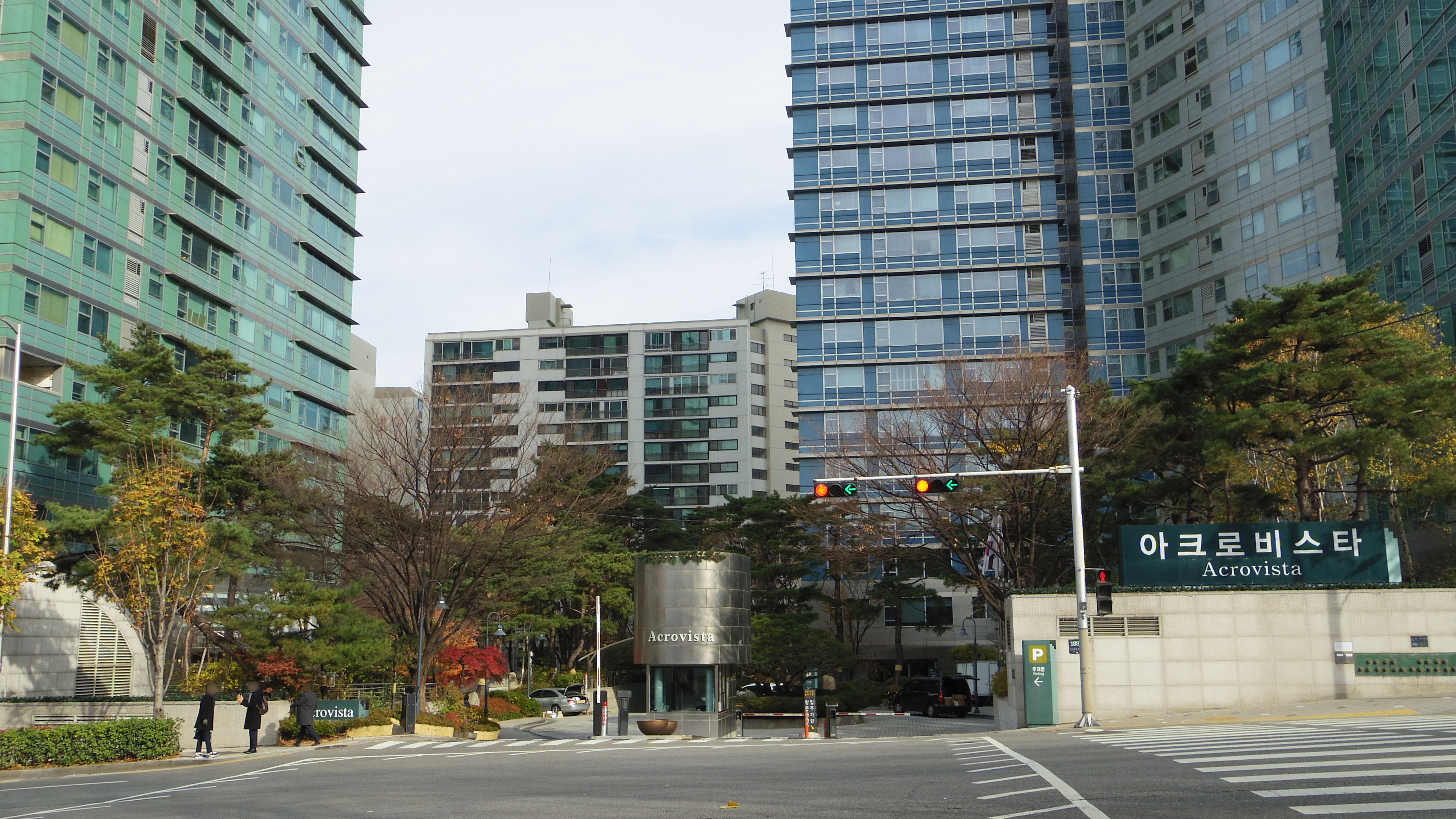
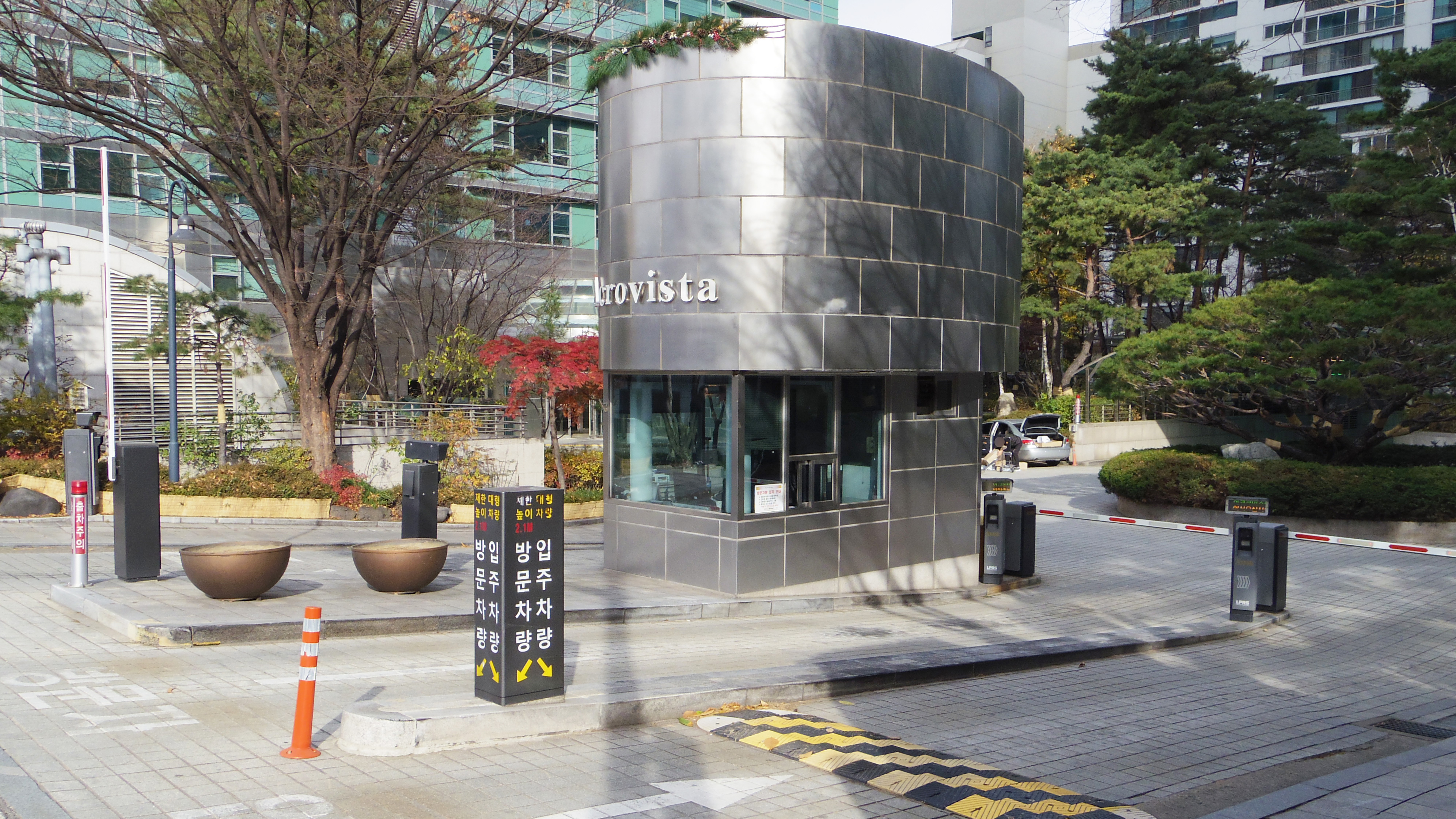

## 사건사고
1995년 6월 29일 오후 5시55분경 삼풍백화점 A동(아크로비스타 A,B동 자리) 붕괴사고가 일어났다 사망자 502명과 부상자 937명, 실종자 6명인 사건•사고였다 1999년 삼풍백화점 B동(한울빌딩,아크로비스타C동자리)을 완전 철거하고 아크로비스타가 완공되었다.